# Kloster Traunkirchen

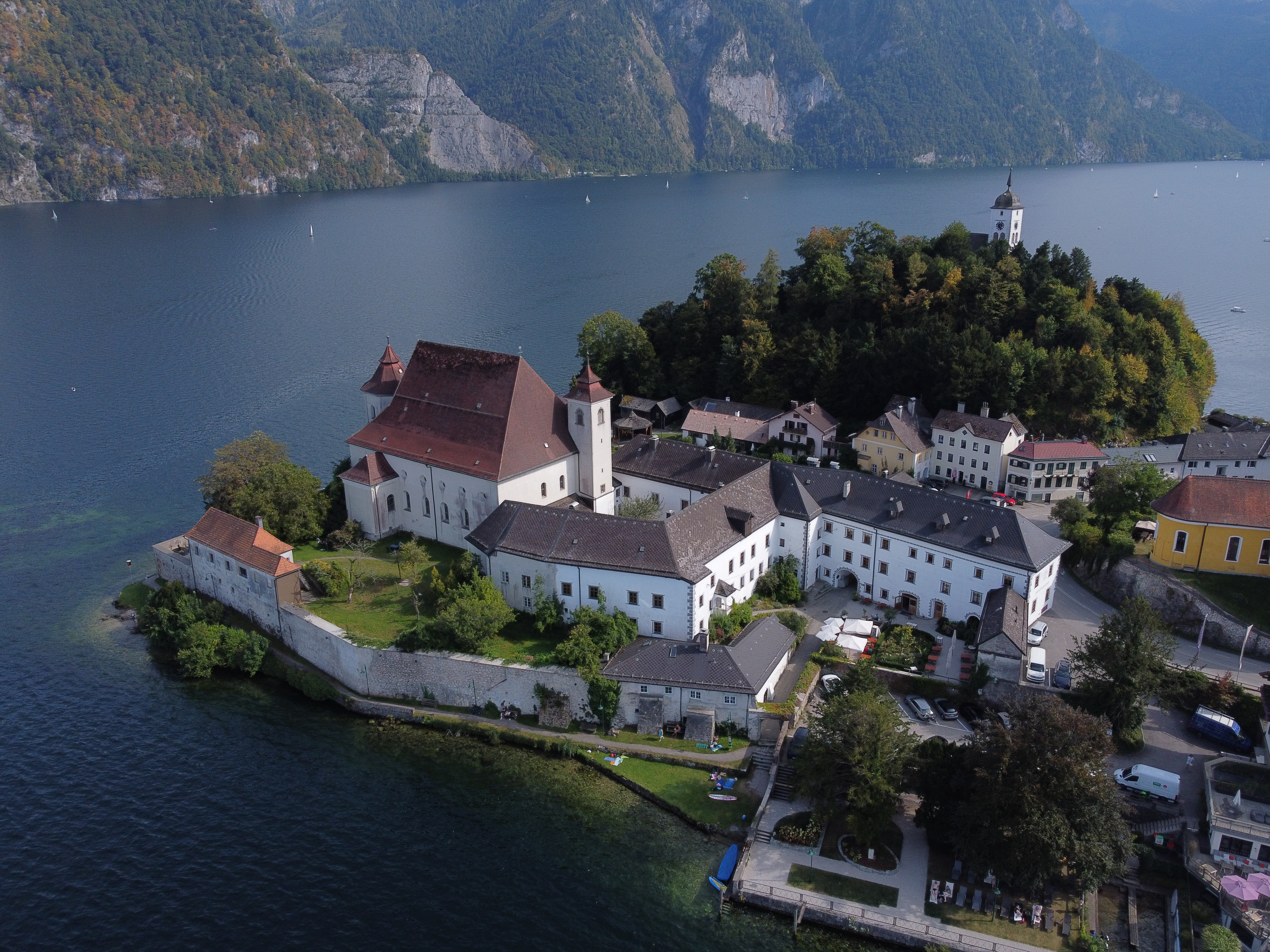
Luftbild der Klosteranlage

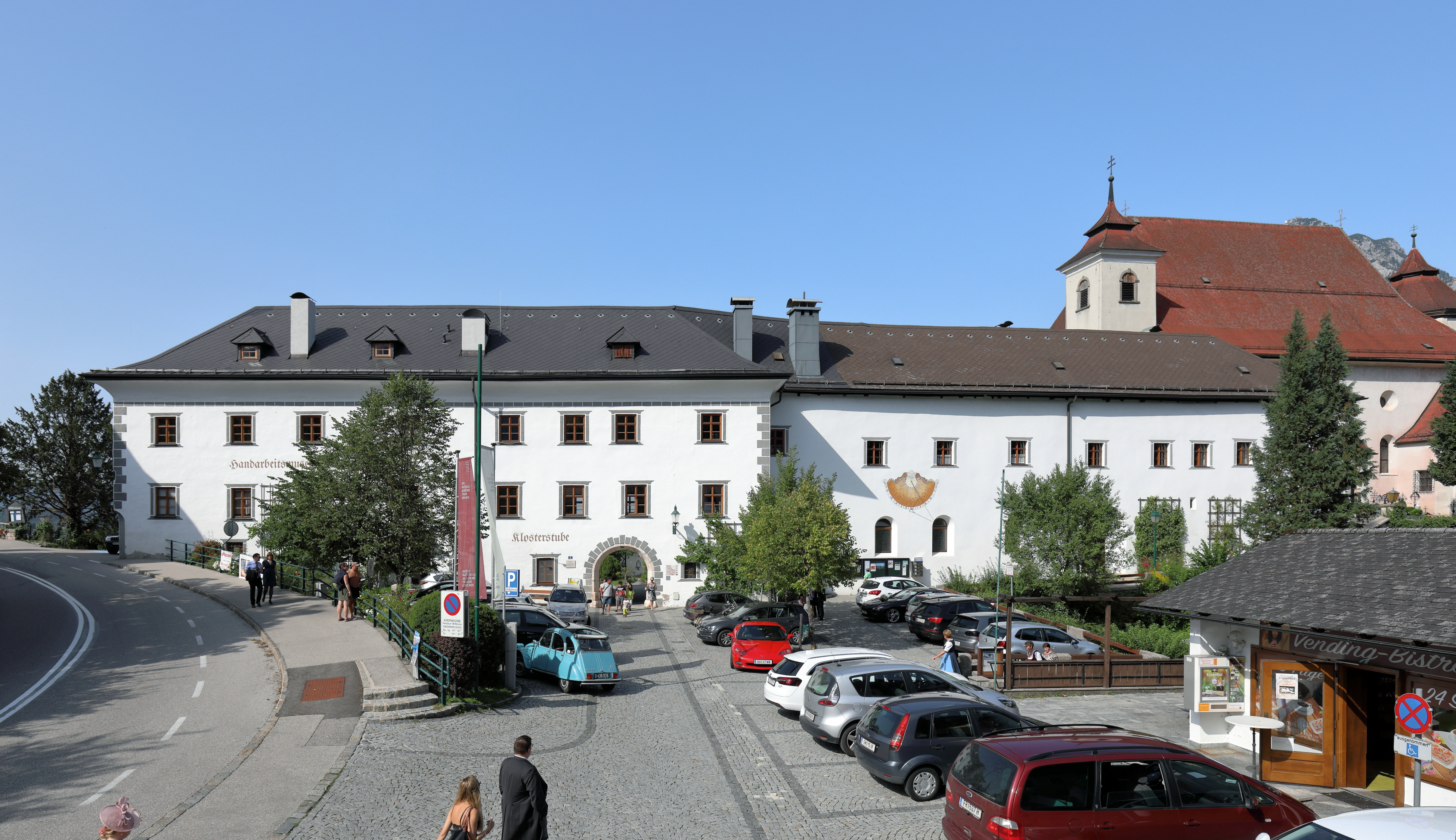
Südansicht

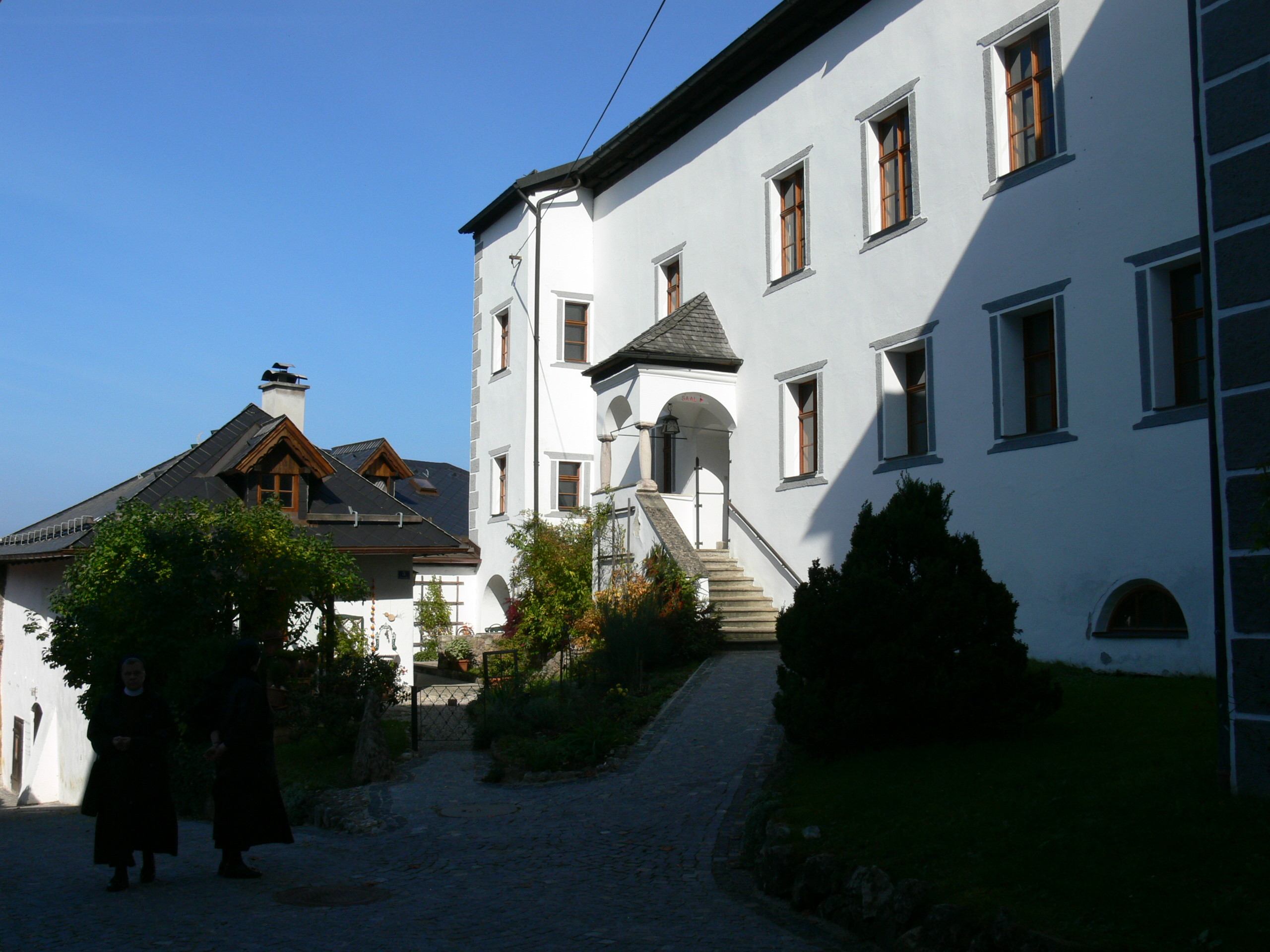
Innenhof

Das Kloster Traunkirchen ist ein ehemaliges Kloster der Benediktinerinnen (OSB) und später der Jesuiten in Traunkirchen in Oberösterreich.

## Geschichte

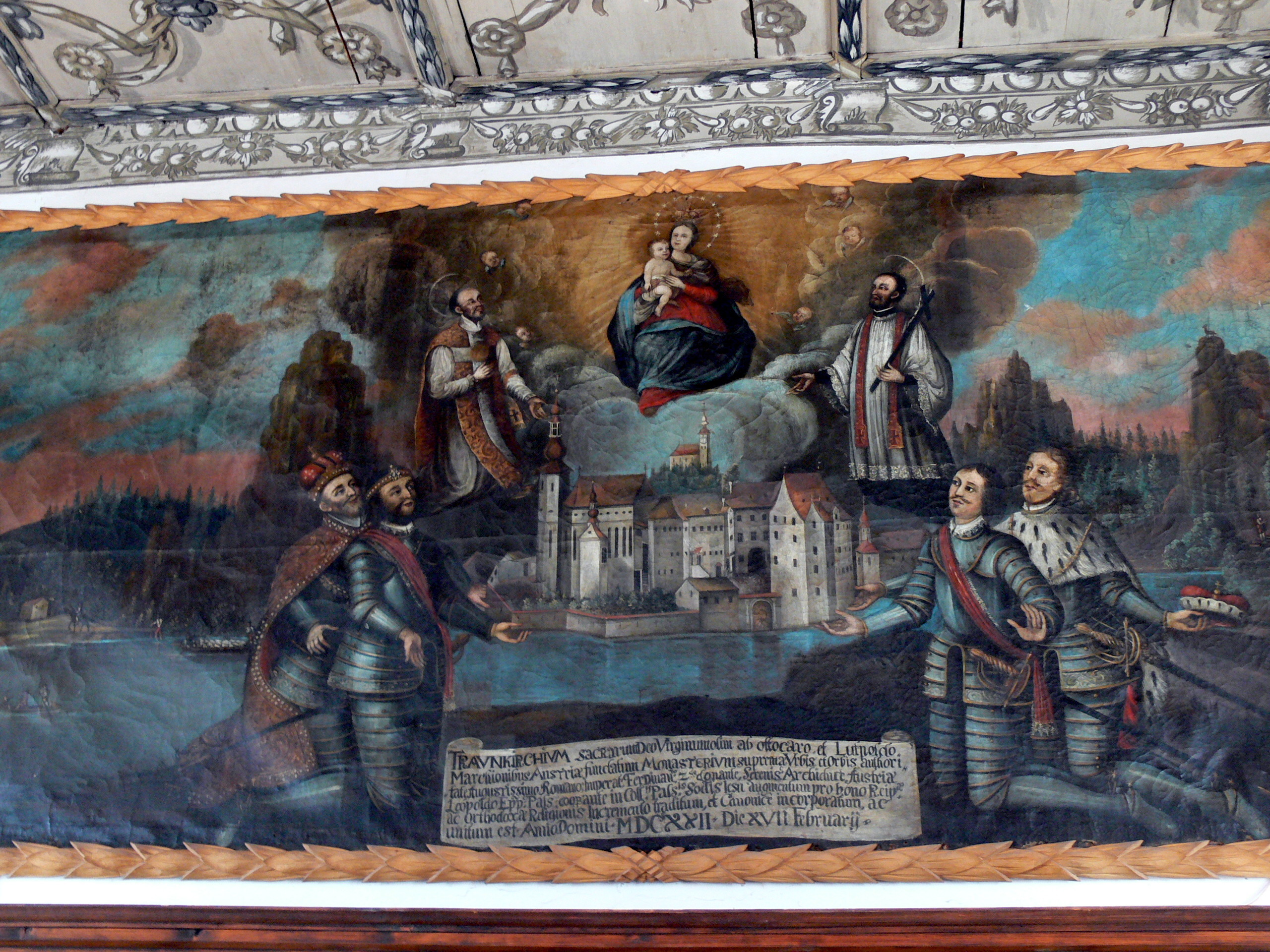
Stifterbild in der Klosterbibliothek

Eine Abtei Trunseo gab es schon vor dem 9. Jahrhundert in Altmünster. Sie wurde 950 zerstört.
Um 1020 holte Graf Wilhelm von Raschenberg-Reichenhall, der mit der Familie der Markgrafen von Steier und jener der Eppensteiner versippt war, Benediktinerinnen aus dem Stift Nonnberg und errichtete das erste Frauenkloster auf dem Gebiet des heutigen Oberösterreich. Diese bauten das Kloster 1327 wieder auf, nachdem es durch einen Brand völlig zerstört worden war.
Das Kloster hatte u. a. Güter in Trofaiach im damaligen Leobengau. 1448 verkaufte die Äbtissin Barbara I. ihre „Holden, Gründe, Güter und Lehen“ mit allen Rechten und die Salvatorkapelle zu Trofaiach in der Steiermark an König Friedrich III. (1440–1493).
Das Betreuungsgebiet der Benediktinerinnen erstreckte sich bis Aussee: Traunkirchen war 1332 für die Pfarren Aussee, Hallstatt, Goisern (Ischl wurde erst 1554 Pfarre), später auch für Pinsdorf und Nußdorf die Mutterpfarre.
Während der Reformationszeit Anfang der 1570er-Jahre lebten in Traunkirchen keine Nonnen und das Kloster wurde von den Benediktinern aus Stift Kremsmünster verwaltet. 1622 übergab Kaiser Ferdinand II. im Konsens mit dem Papst 1621 oder 1622 das Kloster samt den Salzkammergutpfarren dem neugegründeten Jesuitenkolleg in Passau als Mensalgut.
1632 wurden Kloster und Kirche neuerlich durch ein Feuer zerstört und erhielten nach dem Wiederaufbau die heutige Barockeinrichtung. Seit 1632 wird am Fronleichnamstag eine Seeprozession durchgeführt.
Nach der Aufhebung des Jesuitenordens gingen 1773 Kloster und Waldbesitz in das Eigentum der Staatsforste über und 1778 wurde die Klosterkirche zur Pfarrkirche.

## Bildungshaus, Veranstaltungszentrum und Handarbeitsmuseum
Das denkmalgeschützte ehemalige Klostergebäude steht je zur Hälfte im Eigentum der Pfarre Traunkirchen und der Gemeinde Traunkirchen, wurde Ende der 1990er-Jahre saniert und beherbergt seit 10. April 1999 neben dem für Veranstaltungen und Seminare geeigneten ehemaligen Klostersaal ein Museum.
Das Bildungsangebot der Internationalen Akademie Traunkirchen umfasst Vorträge für die interessierte Öffentlichkeit sowie Workshops für Studierende und Tagesseminare für Schüler mit Begabungen im naturwissenschaftlichen Bereich. In den Sommermonaten führt die Sommerakademie Traunkirchen Kurse für Künstler durch. Für die Seminare werden ehemalige Klosterräumlichkeiten genützt.

### Handarbeitsmuseum
Das Handarbeitsmuseum zeigt die Arbeit der Goldhauben-, Kopftuch- und Hutgruppen des Bezirks Gmunden. In das Museum führt der Kulturweg Via Historica vom Ortsplatz Traunkirchens über den Klosterinnenhof zum Eingang.

### Internationale Akademie Traunkirchen
Die als Verein organisierte Internationale Akademie Traunkirchen wurde 2009 von ihrem Präsidenten, dem Quantenphysiker Universitätsprofessor Anton Zeilinger gemeinsam mit dem Land Oberösterreich und weiteren Wissenschaftlern gegründet. Vizepräsident ist Erich Peter Klement. Dem wissenschaftlichen Beirat gehören Bernhard Andreae, Günter Blobel (†), Gerhard Casper, Albert Eschenmoser (†), Markus Hengstschläger, Elisabeth Lichtenberger (†), Christoph Markschies, Peter Palese, Josef Penninger, Johanna Rachinger, Roman Sandgruber, Peter Weibel (†) und Robert Allan Weinberg an.
Wissenschaftler aus aller Welt sind eingeladen, als Resident Fellow an ihren Projekten zu arbeiten. Interessierte und begabte Schüler aus Oberösterreich werden besonders gefordert und gefördert, und deren Begeisterung an Wissenschaft und Forschung wird entfacht und gestärkt. International hochrangige Experten und Wissenschaftler werden zu öffentlichen Vorträgen eingeladen.

### Sommerakademie Traunkirchen
Die als Verein organisierte Sommerakademie Traunkirchen wurde 2008 als kreativer Magnet für Kunstinteressierte gegründet und bietet zwei- und dreiwöchige Seminare mit renommierten Künstlern an. Ausgewählte Arbeiten, die im Rahmen der Seminare entstehen, werden in einer Schlussausstellung gezeigt.
Dem Vereinsvorstand gehören Peter Aschenbrenner, Peter Assmann, Wolfgang Gröller, Xenia Hausner, Reinhard Lehner, Margund Lössl, Jutta Skokan, Barbara Wally und Alfred Wolsetschläger an.
Es wurden bisher Seminare folgender Künstler angeboten:
- Christian Ludwig Attersee (2009, 2011, 2012)
- Valie Export (2009, 2010)
- Tone Fink (2008, 2009, 2012)
- Maria Hahnekamp (2008)
- Peter Hauenschild und Georg Ritter (2008, 2009, 2011)
- Xenia Hausner (2008, 2009, 2010, 2011, 2012)
- Elke Krystufek (2011)
- Jürgen Messensee (2010)
- Alois Mosbacher (2008)
- Arnulf Rainer (2009)
- Arnold Reinthaler (2010, 2011)
- Eva Schlegel (2012)
- Konrad Winter (2010, 2012)
- Xiaolan Huangpu (2010)
- Shan Zuo und Da Huang Zhou (2011, 2012)